# Moulins, Allier
Moulins este o comună în departamentul Allier din centrul Franței. În 2009 avea o populație de 19.837 de locuitori.